# 大庄镇 (泗县)
大庄镇，是中华人民共和国安徽省宿州市泗县下辖的一个乡镇级行政单位。

## 行政区划
大庄镇下辖以下地区：
大庄村、曙光村、王官村、万安村、和谐村、东风村、新刘村、新集村、向阳村、田庄村、朝阳村、沿河村和佃庄村。